# Гаролд Ґ. Мур
Гарольд Грегорі Мур молодший (англ. Harold Gregory Moore Jr., 13 лютого 1922 — 10 лютого 2017) — генерал-лейтенант армії США та письменник. Був нагороджений Хрестом за відмінні заслуги, другою за значущістю нагородою армії США за доблесть, і був першим у своєму класі Вест-Пойнт (1945), який отримав звання бригадного генерала, генерал-майора та генерал-лейтенанта.
Мура пам'ятають як підполковника, який командував 1-м батальйоном 7-го кавалерійського полку в битві при Я-Дранґ у 1965 році під час війни у В'єтнамі. Битва була детально описана в бестселері 1992 року «Колись ми були солдатами…» і «Молоді», співавтором якого був Мур і знято у фільмі «Ми були солдатами» у 2002 році, де Мел Гібсон знявся в ролі Мура; Мур був «почесним полковником» полку.
Мур був нагороджений орденом Святого Моріса Національною асоціацією піхоти, а також нагородою видатного випускника Асоціацією випускників Вест-Пойнта.

## Молодість і освіта
Мур народився 13 лютого 1922 року в Бардстауні, штат Кентуккі, був старшим із чотирьох дітей Гарольда-старшого та Мері (Крум) Мур. Його батько був страховим агентом, територія якого охоплювала західний Кентуккі, а мати була домогосподаркою. Оскільки його цікавило призначення до Військової академії США у Вест-Пойнті, штат Нью-Йорк, і він відчував, що його шанси будуть кращими, якщо він перебуватиме у великому місті, він покинув Кентуккі у віці сімнадцяти років, не закінчивши середню школу, і отримав диплом. робота у Вашингтоні, округ Колумбія, робота в книжковому складі Сенату США. Мур закінчив середню школу вночі під час робочих днів і закінчив підготовчу школу Св. Джозефа в Бардстауні з класом 1940 року. Мур відвідував Університет Джорджа Вашингтона вночі протягом двох років, працюючи на складі, чекаючи на зустріч у Вест-Пойнті. Під час навчання в Університеті Джорджа Вашингтона він був посвячений у братство Каппа Сигма. Після того, як президент Франклін Д. Рузвельт підписав закон, що дозволяє кожному сенатору та представнику додатково призначати військові та військово-морські академії, представник Ед Кріл (4-й округ, штат Кентуккі) запропонував Муру взяти участь у Військово-морській академії США, але Мур не мав бажання. вступити до військово-морської академії. Натомість Мур запитав Кріала, чи готовий Кріал обміняти це призначення в Військово-морську академію на іншого конгресмена на відкрите призначення Мура у Військову академію, якщо Мур знайде готового партнера для обміну. Кріал погодився, і незабаром Мур знайшов представника Юджина Кокса від 2-го округу до конгресу Джорджії з відкритою зустріччю у Вест-Пойнті. Кокс був вражений наполегливістю Мура, і він покинув офіс Кокса з призначенням у Вест-Пойнт.

## Військова служба

### Після Другої світової війни

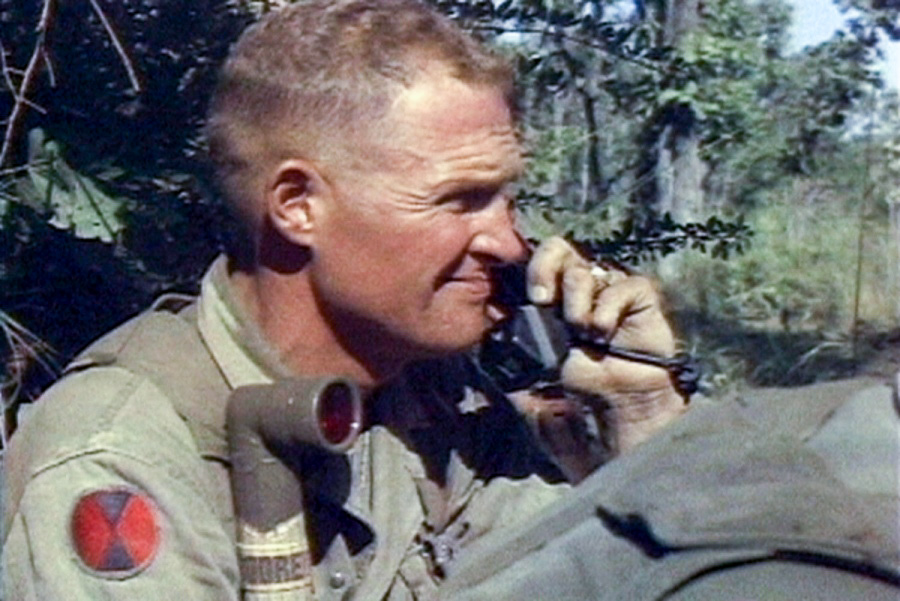
Підполковник Хел Мур під час битви за Я-Дранг у листопаді 1965 року.

Першим призначенням Мура після закінчення школи були базові курси для офіцерів піхоти у Форт-Беннінг, штат Джорджія (відомий як Форт-Мур, станом на 11 травня 2023 року), які тривали шести тижнів. Під час основного курсу він подав заявку на навчання в десантній школі у Форт-Беннінгу, однак його не відібрали, а замість цього його призначили на тритижневу школу стрибків, яка проходила в 11-й повітряно-десантній дивізії в Токіо, Японія. Його перше призначення після школи стрибків було в 187-му планерному піхотному полку в Кемп Кроуфорд біля Саппоро, Японія з 1945 по 1948 рік. Після семимісячного перебування на посаді командира роти його призначили офіцером з будівництва табору Кроуфорд і відповідальним за всі будівельні роботи в таборі. У червні 1948 року його перепризначили до 82-ї повітряно-десантної дивізії у Форт-Брегг. Він добровільно приєднався до відділу повітряно-десантних випробувань, спеціального підрозділу, що випробовував експериментальні парашути, і 17 листопада 1948 року здійснив перший із 150 стрибків із відділом протягом наступних двох років. Протягом своєї кар'єри став майстром стрибків, зробивши понад 300 стрибків.

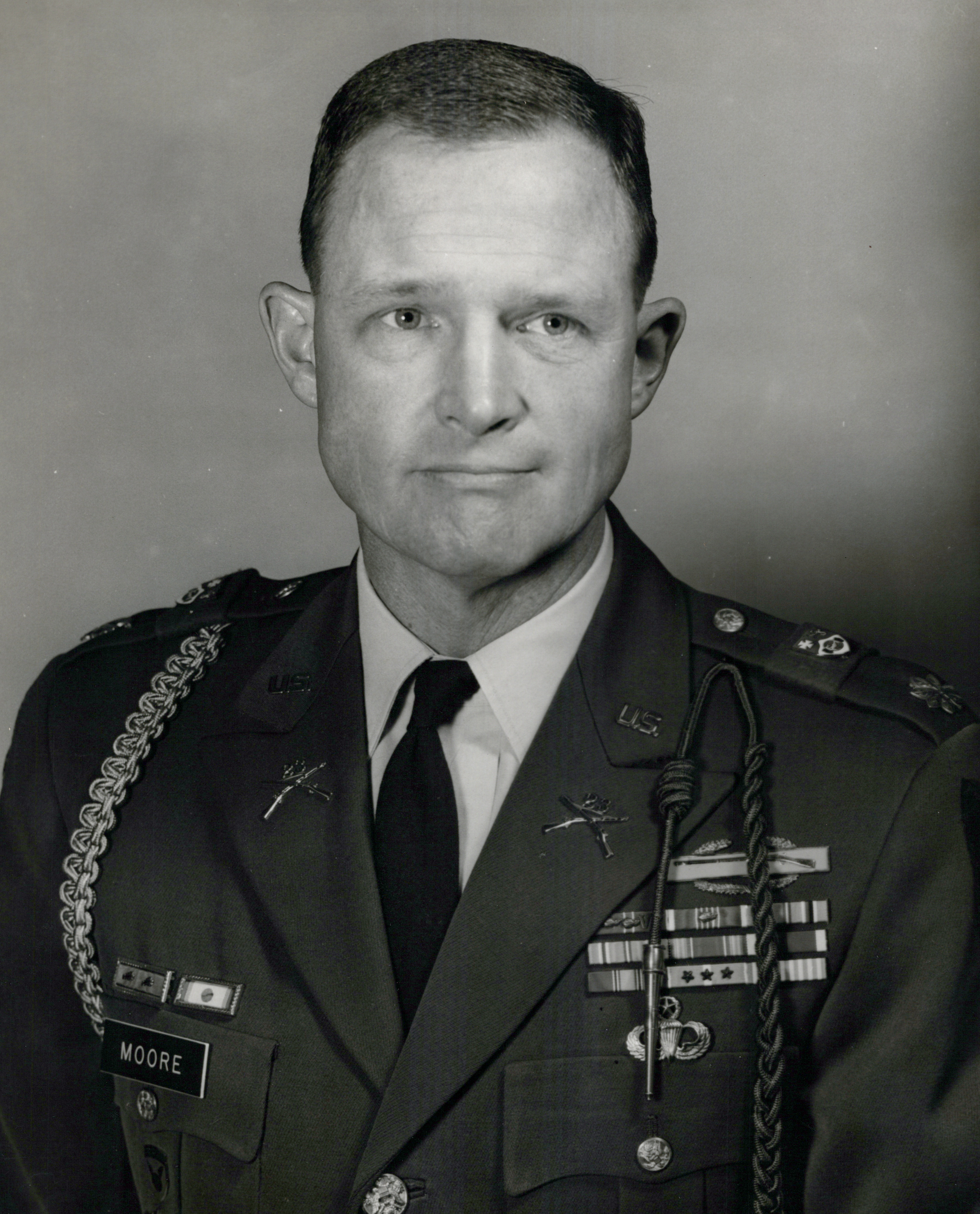
Підполковник Гел Мур у 1965 році

### Корейська війна
Під час Корейської війни (1950–1953) у 1951 році йому наказали відправитися у Форт-Беннінг для проходження курсів підвищення кваліфікації офіцерів піхоти, які підготували його до командування ротою або служби в штабі батальйону. У червні 1952 року Мур був направлений до 17-го піхотного полку 7-ї піхотної дивізії. У чині капітана командував у бою важкою мінометною ротою. Далі він служив помічником начальника штабу полку з операцій та планування. Підвищення Мура до майора було призупинено через політику генерала-командувача 7-ї дивізії, яка стверджувала, що підвищення до майора неможливе без командування піхотною ротою в бою. Командир дивізії особисто призначив Мура в піхотну роту, щоб Мур отримав звання майора і таким чином пізніше став помічником начальника штабу дивізії з операцій.

### Повернення до США
У 1954 році Мур повернувся до Вест-Пойнта і три роки служив інструктором з тактики піхоти. Працюючи інструктором, Мур навчав тодішнього кадета Нормана Шварцкопфа, який назвав Мура одним зі своїх «героїв» і назвав Мура причиною, по якій він обрав піхотне відділення після закінчення навчання. Пізніше Шварцкопф став генералом армії США і очолював коаліційні сили ООН у війні в Перській затоці проти Іраку. Під час цього призначення Мур виявляв особистий інтерес до битв між силами французької армії та В’єтмінь під Джієн Б'єн Фо у В'єтнамі.

### В'єтнамська війна
Починаючи з 14.11.1965 р. підполковник Мур очолював 1-й батальйон 7-ї кавалерії 3-ї бригади 1-ї кавалерійської дивізії (аеромобільний) у тижневій битві в долині Я-Дранґ. В оточенні ворожих солдатів без чіткої зони висадки, яка б дозволила їм піти, Мур зумів вистояти, незважаючи на те, що його значно переважали сили армії Північного В'єтнаму (NVA), які згодом завдали поразки 2-му батальйону 7-го кавалерійського полку лише двома і а- півмилі наступного дня. Висловлювання Мура про те, що «завжди є ще одна річ, яку ви можете зробити, щоб збільшити свої шанси на успіх», і мужність усього його командування належать до уваги із таким результатом. Світловолосий Мур був відомий своїм військам як «Жовте Волосся» під час битви при Я-Дранг, і як наїдливий знак поваги до легендарного генерала Джорджа Армстронга Кастера, який як підполковник командував тим же 7-м кавалерійським полком. у битві біля Літтл Бігхорну трохи менше століття тому. Мур був нагороджений Хрестом за видатні заслуги за надзвичайний героїзм у битві в долині Я-Дранґ. Після битви в долині Я-Дранг Мур отримав звання полковника і прийняв командування 3-ю бригадою Гаррі Оуена.